# Clambus vulneratus
Clambus vulneratus är en skalbaggsart som beskrevs av Leconte 1879. Clambus vulneratus ingår i släktet Clambus och familjen dvärgkulbaggar. Inga underarter finns listade i Catalogue of Life.